# Maydegol
Maydegol ist ein iranisch-deutsch-französischer Dokumentarfilm unter der Regie von Sarvnaz Alambeigi aus dem Jahr 2024. Der Film hatte im Februar 2024 auf der Berlinale seine Weltpremiere in der Sektion Berlinale Generation.

## Handlung
Maydegol, eine afghanische Jugendliche, lebt mit ihrer Familie im Iran, wohin die Familie geflohen ist. Sie träumt davon, professionelle Muay-Thai-Boxerin zu werden und damit eine Perspektive für ihr Leben zu bekommen und ausreisen zu können, denn im Iran sitzt sie in einer Falle: Der Rückweg in ihre Heimat wäre nach der Machtübernahme der Taliban 2022 lebensgefährlich, um den Iran verlassen zu könne,n benötigt sie Papiere, die ihr aus mehreren Gründen verweigert werden. Für den Traum von einer Box-Karriere trainiert Maydegol daher hart und hofft zudem auf die Teilnahme an internationalen Wettkämpfen. 
Gegen die konservative Einstellung ihrer Familie setzt die junge Frau sich zur Wehr, erlebt jedoch die Gewalt ihres Vaters gegen ihre Mutter und auch gegen sich. Einem Arzt ebenso wie ihrem Trainer berichtet sie von der Gewalt, der sie ausgesetzt ist, erhält dafür jedoch lediglich Mitgefühl und Ratschläge. Einen Ausweg aus dieser Situation scheint es ebenfalls nicht zu geben. 
Um sich das Training leisten zu können, arbeitet Maydegol ohne das Wissen ihrer Eltern in jeder freien Minute unter harten Bedingungen und in einem nahezu ausschließlich männlichen Umfeld auf Obst- und Gemüse-Plantagen. Daneben kümmert sie sich um die jüngeren Geschwister. Die Kamera folgt ihr auf langen Fußmärschen, die Maydegol nachts durch steinige Landschaften und begleitet von wilden Hunden zurücklegt, um spät wieder in ihre Unterkunft und zu ihrer Familie zu gelangen.
Gemeinsam mit ihren Freundinnen aus dem Boxtraining reflektiert Maydegol ihre scheinbar ausweglose Situation in einem fremden Land, ohne Papiere und ohne Perspektive. Die jungen Frauen resignieren jedoch nicht, sondern ermutigen sich gegenseitig, an ihren Träumen festzuhalten, und sprechen deutlich aus, was sie denken und vom Leben erwarten. Dabei gibt ihnen die Freundschaft untereinander Rückhalt und Hoffnung. 
Der Film findet hierfür poetische Momente, in denen Maydegol in einer Gerölllandschaft außerhalb der Stadt gezeigt wird, wie sie trainiert oder symbolisch Steine mit ihrem Ärger weit von sich wirft.
Und doch erscheint für Maydegol eine Heirat als einzig realistischer Ausweg, um an einen Pass zu kommen und das Land in Richtung Europa und USA verlassen zu können. Auch das würde sie auf sich nehmen.

## Produktion

### Filmstab
Regie führte Sarvnaz Alambeigi, von der auch das Drehbuch stammt. Die Kameraführung lag in den Händen von Mehdi Azadi und für den Filmschnitt war Hamid Najafirad verantwortlich.
In wichtigen Rollen sind Maydegol, Mohadesseh und Farzaneh zu sehen.

### Produktion und Förderungen
Produziert wurde der Film von Sarvnaz Alambeigi (Rabison Art), Noori Pictures und Katayoon Shahabi.

### Dreharbeiten und Veröffentlichung
Der Film feierte im Februar 2024 auf der Berlinale seine Weltpremiere in der Reihe Berlinale Generation.

## Rezeption
Barbara Breuer lobte auf moz.de den Film als „dokumentarisch anmutendes, beeindruckendes Porträt einer ambitionierten Sportlerin, die als Geflüchtete in prekären Verhältnissen lebt und uns authentische Einblicke in das Gefühlsleben junger muslimischer Frauen gewährt.“
Lida Bach vergab auf moviebreak.de nur 5,5 von 10 möglichen Punkten. Zwar bescheinigte sie der Regisseurin handwerkliche Kompetenz. Auf zweifelhafte Weise würden jedoch die Grenzen zwischen Fiktionalem und Dokumentarischem verwischt, was insbesondere angesichts der jungen Zielgruppe zu beanstanden sei. Es sei zu hören, dass Maydegol, ihre Mutter und ihre Geschwister vom Vater misshandelt werden. Die Bezeichnung dokumentarische Form lasse jedoch offen, ob die verstörenden Geräusche nachgestellt, echt oder fiktiv seien. Es werde auch nicht geklärt, welchen Wirklichkeitscharakter die Fotos von Maydegols zusammengeschlagener Mutter und den ihr selbst zugefügten Misshandlungen hätten.

## Auszeichnungen und Nominierungen
Der Film wurde in die Nominierungsliste für den Berlinale Dokumentarfilmpreis aufgenommen.
- 2024: Lobende Erwähnung der Internationalen Jury in der Sektion Generation 14plus, 74. Internationale Filmfestspiele Berlin 2024[8]

- 2024: Filmfestival This Human World: Gewinner des Internationalen Wettbewerbs[9]